# 2016-os IIHF divízió II-es jégkorong-világbajnokság
A 2016-os IIHF divízió II-es jégkorong-világbajnokság A csoportjának mérkőzéseit Jacában, Spanyolországban rendezték  április 9. és 15. között. A B csoportjának mérkőzéseit Mexikóvárosban, Mexikóban rendezték április 10. és 16. között. A vb-n 12 válogatott vett részt, a két csoportban 6–6.

## A csoport

### Résztvevők
| Csapat        | Kvalifikáció módja                                                  |
| ------------- | ------------------------------------------------------------------- |
| Hollandia     | A 2015-ös divízió I B csoportjának 6. helyén végzett és kiesett.    |
| Belgium       | A 2015-ös divízió II A csoportjának 2. helyén végzett.              |
| Szerbia       | A 2015-ös divízió II A csoportjának 3. helyén végzett.              |
| Spanyolország | Rendező, a 2015-ös divízió II A csoportjának 4. helyén végzett.     |
| Izland        | A 2015-ös divízió II A csoportjának 5. helyén végzett.              |
| Kína          | A 2015-ös divízió II B csoportjának 1. helyén végzett és feljutott. |

### Tabella
| Hely. | Csapat            | M | Gy | HGy | HV | V | G+ | G– | Gk  | P  | Továbbjutás vagy kiesés    |
| ----- | ----------------- | - | -- | --- | -- | - | -- | -- | --- | -- | -------------------------- |
| 1.    | Hollandia         | 5 | 4  | 1   | 0  | 0 | 24 | 6  | +18 | 14 | Feljutott a divízió I B-be |
| 2.    | Spanyolország (R) | 5 | 3  | 1   | 1  | 0 | 17 | 9  | +8  | 12 |                            |
| 3.    | Belgium           | 5 | 1  | 2   | 0  | 2 | 15 | 18 | −3  | 7  |                            |
| 4.    | Szerbia           | 5 | 2  | 0   | 1  | 2 | 16 | 14 | +2  | 7  |                            |
| 5.    | Izland            | 5 | 1  | 0   | 1  | 3 | 16 | 23 | −7  | 4  |                            |
| 6.    | Kína              | 5 | 0  | 0   | 1  | 4 | 6  | 24 | −18 | 1  | Kiesett a divízió II B-be  |

1. 1 2  Belgium 4–2 Szerbia

### Mérkőzések
| 2016. április 9. 13:00 | Belgium | 5–4 (sz.) (2–2, 2–1, 0–1) (h.u.: 0–0) (sz.: 1–0) | Izland | Pabellón de Hielo de Jaca, Jaca Nézőszám: 120 |

| Jegyzőkönyv | Jegyzőkönyv | Jegyzőkönyv                         | Jegyzőkönyv          | Jegyzőkönyv                                                    |
| --- | ----------- | ----------------------------------- | -------------------- | -------------------------------------------------------------- |
| | Mike Jansen | Kapusok                             | Snorri Sigurbergsson | Játékvezető: Rasmus Toppel Vonalbírók: Daniel Hynek Rudy Meyer |
| \| \| 0–1 \| 02:02 – Helgason (Pålsson) \| \| \| 0–2 \| 05:39 – Sigurðsson \| \| De Smet (Van den Bogaert, Distate) – 11:06 \| 1–2 \| \| \| Pellegrims (Gyesbreghs, B. Kolodziejczyk) (PP) – 18:34 \| 2–2 \| \| \| \| 2–3 \| 29:22 – Sigurðsson \| \| Paulus (Vercammen) – 30:43 \| 3–3 \| \| \| Kolodziejczyk (Pellegrims) – 31:32 \| 4–3 \| \| \| \| 4–4 \| 59:37 – Sigurðarson (Helgason) (EA) \| |             |                                     |                      | Játékvezető: Rasmus Toppel Vonalbírók: Daniel Hynek Rudy Meyer |
| Distate Van den Bogaert De Smet | Szétlövés   | Sigurðarson Alengård Sigurðsson     |                      | Játékvezető: Rasmus Toppel Vonalbírók: Daniel Hynek Rudy Meyer |
| 12 perc | Büntetések  | 10 perc                             |                      | Játékvezető: Rasmus Toppel Vonalbírók: Daniel Hynek Rudy Meyer |
| 37 | Lövések     | 37                                  |                      | Játékvezető: Rasmus Toppel Vonalbírók: Daniel Hynek Rudy Meyer |
| | 0–1         | 02:02 – Helgason (Pålsson)          |                      | Játékvezető: Rasmus Toppel Vonalbírók: Daniel Hynek Rudy Meyer |
| | 0–2         | 05:39 – Sigurðsson                  |                      | Játékvezető: Rasmus Toppel Vonalbírók: Daniel Hynek Rudy Meyer |
| De Smet (Van den Bogaert, Distate) – 11:06 | 1–2         |                                     |                      |                                                                |
| Pellegrims (Gyesbreghs, B. Kolodziejczyk) (PP) – 18:34 | 2–2         |                                     |                      |                                                                |
| | 2–3         | 29:22 – Sigurðsson                  |                      |                                                                |
| Paulus (Vercammen) – 30:43 | 3–3         |                                     |                      |                                                                |
| Kolodziejczyk (Pellegrims) – 31:32 | 4–3         |                                     |                      |                                                                |
| | 4–4         | 59:37 – Sigurðarson (Helgason) (EA) |                      |                                                                |

| 2016. április 9. 16:30 | Szerbia | 2–3 (0–0, 2–3, 0–0) | Hollandia | Pabellón de Hielo de Jaca, Jaca Nézőszám: 850 |

| Jegyzőkönyv | Jegyzőkönyv       | Jegyzőkönyv                          | Jegyzőkönyv    | Jegyzőkönyv                                                      |
| --- | ----------------- | ------------------------------------ | -------------- | ---------------------------------------------------------------- |
| | Arsenije Ranković | Kapusok                              | Sjoerd Idzenga | Játékvezető: Yuri Oskirko Vonalbírók: Sergio Biec Emil Yletyinen |
| \| \| 0–1 \| 23:09 – Hermens (Van Nes) \| \| \| 0–2 \| 26:59 – Van Nes (Hermens) \| \| \| 0–3 \| 31:38 – K. Bruijsten (Tummers, Joly) \| \| Raković (Ristić, Đumić) – 36:17 \| 1–3 \| \| \| Popravka (Vučurević, Luković) – 38:26 \| 2–3 \| \| |                   |                                      |                | Játékvezető: Yuri Oskirko Vonalbírók: Sergio Biec Emil Yletyinen |
| 10 perc | Büntetések        | 6 perc                               |                | Játékvezető: Yuri Oskirko Vonalbírók: Sergio Biec Emil Yletyinen |
| 31 | Lövések           | 41                                   |                | Játékvezető: Yuri Oskirko Vonalbírók: Sergio Biec Emil Yletyinen |
| | 0–1               | 23:09 – Hermens (Van Nes)            |                | Játékvezető: Yuri Oskirko Vonalbírók: Sergio Biec Emil Yletyinen |
| | 0–2               | 26:59 – Van Nes (Hermens)            |                | Játékvezető: Yuri Oskirko Vonalbírók: Sergio Biec Emil Yletyinen |
| | 0–3               | 31:38 – K. Bruijsten (Tummers, Joly) |                | Játékvezető: Yuri Oskirko Vonalbírók: Sergio Biec Emil Yletyinen |
| Raković (Ristić, Đumić) – 36:17 | 1–3               |                                      |                |                                                                  |
| Popravka (Vučurević, Luković) – 38:26 | 2–3               |                                      |                |                                                                  |

| 2016. április 9. 20:00 | Kína | 0–2 (0–1, 0–0, 0–1) | Spanyolország | Pabellón de Hielo de Jaca, Jaca Nézőszám: 1500 |

| Jegyzőkönyv                                                                      | Jegyzőkönyv   | Jegyzőkönyv                     | Jegyzőkönyv   | Jegyzőkönyv                                                        |
| -------------------------------------------------------------------------------- | ------------- | ------------------------------- | ------------- | ------------------------------------------------------------------ |
|                                                                                  | Xia Shengrong | Kapusok                         | Ander Alcaine | Játékvezető: Yuri Oskirko Vonalbírók: Lukáš Kacej Viktor Zinchenko |
| \| \| 0–1 \| 08:39 – P. Muñoz \| \| \| 0–2 \| 56:37 – Ubieto (A. García) (PP) \| |               |                                 |               | Játékvezető: Yuri Oskirko Vonalbírók: Lukáš Kacej Viktor Zinchenko |
| 12 perc                                                                          | Büntetések    | 8 perc                          |               | Játékvezető: Yuri Oskirko Vonalbírók: Lukáš Kacej Viktor Zinchenko |
| 15                                                                               | Lövések       | 34                              |               | Játékvezető: Yuri Oskirko Vonalbírók: Lukáš Kacej Viktor Zinchenko |
|                                                                                  | 0–1           | 08:39 – P. Muñoz                |               | Játékvezető: Yuri Oskirko Vonalbírók: Lukáš Kacej Viktor Zinchenko |
|                                                                                  | 0–2           | 56:37 – Ubieto (A. García) (PP) |               | Játékvezető: Yuri Oskirko Vonalbírók: Lukáš Kacej Viktor Zinchenko |

| 2016. április 10. 13:00 | Belgium | 4–2 (1–2, 1–0, 2–0) | Szerbia | Pabellón de Hielo de Jaca, Jaca Nézőszám: 150 |

| Jegyzőkönyv | Jegyzőkönyv | Jegyzőkönyv                            | Jegyzőkönyv       | Jegyzőkönyv                                                     |
| --- | ----------- | -------------------------------------- | ----------------- | --------------------------------------------------------------- |
| | Tom Prodi   | Kapusok                                | Arsenije Ranković | Játékvezető: Przemysław Kepa Vonalbírók: Lukáš Kacej Rudy Meyer |
| \| De Smet (Bremer, Van den Bogaert) – 00:49 \| 1–0 \| \| \| \| 1–1 \| 14:55 – Ristić \| \| \| 1–2 \| 18:30 – Sretović (Popravka, Vučurević) \| \| Van den Bogaert (Dewin) (PP) – 33:06 \| 2–2 \| \| \| Van den Bogaert (Paulus) – 46:18 \| 3–2 \| \| \| Van den Bogaert (B. Kolodziejczyk, De Smet) (PP, ENG) – 59:25 \| 4–2 \| \| |             |                                        |                   | Játékvezető: Przemysław Kepa Vonalbírók: Lukáš Kacej Rudy Meyer |
| 10 perc | Büntetések  | 12 perc                                |                   | Játékvezető: Przemysław Kepa Vonalbírók: Lukáš Kacej Rudy Meyer |
| 30 | Lövések     | 46                                     |                   | Játékvezető: Przemysław Kepa Vonalbírók: Lukáš Kacej Rudy Meyer |
| De Smet (Bremer, Van den Bogaert) – 00:49 | 1–0         |                                        |                   | Játékvezető: Przemysław Kepa Vonalbírók: Lukáš Kacej Rudy Meyer |
| | 1–1         | 14:55 – Ristić                         |                   | Játékvezető: Przemysław Kepa Vonalbírók: Lukáš Kacej Rudy Meyer |
| | 1–2         | 18:30 – Sretović (Popravka, Vučurević) |                   | Játékvezető: Przemysław Kepa Vonalbírók: Lukáš Kacej Rudy Meyer |
| Van den Bogaert (Dewin) (PP) – 33:06 | 2–2         |                                        |                   |                                                                 |
| Van den Bogaert (Paulus) – 46:18 | 3–2         |                                        |                   |                                                                 |
| Van den Bogaert (B. Kolodziejczyk, De Smet) (PP, ENG) – 59:25 | 4–2         |                                        |                   |                                                                 |

| 2016. április 10. 16:30 | Izland | 7–4 (3–2, 2–2, 2–0) | Kína | Pabellón de Hielo de Jaca, Jaca Nézőszám: 250 |

| Jegyzőkönyv | Jegyzőkönyv                            | Jegyzőkönyv                  | Jegyzőkönyv               | Jegyzőkönyv                                                    |
| --- | -------------------------------------- | ---------------------------- | ------------------------- | -------------------------------------------------------------- |
| | Snorri Sigurbergsson / Dennis Hedström | Kapusok                      | Xia Shengrong / Sun Zehao | Játékvezető: Yuri Oskirko Vonalbírók: Sergio Biec Daniel Hynek |
| \| Leifsson (Andrésson, R. Hedström) – 03:28 \| 1–0 \| \| \| Andrésson (Guðnason, Sigrunarson) – 12:27 \| 2–0 \| \| \| \| 2–1 \| 12:35 – Xia (Chen) \| \| Leifsson – 17:41 \| 3–1 \| \| \| \| 3–2 \| 19:40 – Zhu (Zhang C., Yang) \| \| Sigurðsson (Sigurðsson, Jónsson) – 20:12 \| 4–2 \| \| \| R. Hedström (Helgason, Jónsson) (PP) – 24:03 \| 5–2 \| \| \| \| 5–3 \| 28:00 – Yang \| \| \| 5–4 \| 35:32 – Zhang C. \| \| Alengård (Pålsson) (SH) – 44:08 \| 6–4 \| \| \| Sigurðsson (Sigurðsson) (PP) – 58:34 \| 7–4 \| \| |                                        |                              |                           | Játékvezető: Yuri Oskirko Vonalbírók: Sergio Biec Daniel Hynek |
| 14 perc | Büntetések                             | 14 perc                      |                           | Játékvezető: Yuri Oskirko Vonalbírók: Sergio Biec Daniel Hynek |
| 47 | Lövések                                | 21                           |                           | Játékvezető: Yuri Oskirko Vonalbírók: Sergio Biec Daniel Hynek |
| Leifsson (Andrésson, R. Hedström) – 03:28 | 1–0                                    |                              |                           | Játékvezető: Yuri Oskirko Vonalbírók: Sergio Biec Daniel Hynek |
| Andrésson (Guðnason, Sigrunarson) – 12:27 | 2–0                                    |                              |                           | Játékvezető: Yuri Oskirko Vonalbírók: Sergio Biec Daniel Hynek |
| | 2–1                                    | 12:35 – Xia (Chen)           |                           | Játékvezető: Yuri Oskirko Vonalbírók: Sergio Biec Daniel Hynek |
| Leifsson – 17:41 | 3–1                                    |                              |                           |                                                                |
| | 3–2                                    | 19:40 – Zhu (Zhang C., Yang) |                           |                                                                |
| Sigurðsson (Sigurðsson, Jónsson) – 20:12 | 4–2                                    |                              |                           |                                                                |
| R. Hedström (Helgason, Jónsson) (PP) – 24:03 | 5–2                                    |                              |                           |                                                                |
| | 5–3                                    | 28:00 – Yang                 |                           |                                                                |
| | 5–4                                    | 35:32 – Zhang C.             |                           |                                                                |
| Alengård (Pålsson) (SH) – 44:08 | 6–4                                    |                              |                           |                                                                |
| Sigurðsson (Sigurðsson) (PP) – 58:34 | 7–4                                    |                              |                           |                                                                |

| 2016. április 10. 20:00 | Hollandia | 3–2 (h.u.) (0–0, 0–2, 2–0) (h.u.: 1–0) | Spanyolország | Pabellón de Hielo de Jaca, Jaca Nézőszám: 1100 |

| Jegyzőkönyv | Jegyzőkönyv    | Jegyzőkönyv                              | Jegyzőkönyv   | Jegyzőkönyv                                                       |
| --- | -------------- | ---------------------------------------- | ------------- | ----------------------------------------------------------------- |
| | Sjoerd Idzenga | Kapusok                                  | Ander Alcaine | Játékvezető: Rasmus Toppel Vonalbírók: Nagy Attila Emil Yletyinen |
| \| \| 0–1 \| 25:42 – Betrán (Quevedo, Carbonell) (PP) \| \| \| 0–2 \| 39:37 – Brabo (P. Muñoz) \| \| K. Bruijsten (Tummers, Van Gestel) (PP) – 51:49 \| 1–2 \| \| \| K. Bruijsten (Tummers) – 58:31 \| 2–2 \| \| \| Van Gestel (Tummers) – 62:04 \| 3–2 \| \| |                |                                          |               | Játékvezető: Rasmus Toppel Vonalbírók: Nagy Attila Emil Yletyinen |
| 6 perc | Büntetések     | 39 perc                                  |               | Játékvezető: Rasmus Toppel Vonalbírók: Nagy Attila Emil Yletyinen |
| 38 | Lövések        | 22                                       |               | Játékvezető: Rasmus Toppel Vonalbírók: Nagy Attila Emil Yletyinen |
| | 0–1            | 25:42 – Betrán (Quevedo, Carbonell) (PP) |               | Játékvezető: Rasmus Toppel Vonalbírók: Nagy Attila Emil Yletyinen |
| | 0–2            | 39:37 – Brabo (P. Muñoz)                 |               | Játékvezető: Rasmus Toppel Vonalbírók: Nagy Attila Emil Yletyinen |
| K. Bruijsten (Tummers, Van Gestel) (PP) – 51:49 | 1–2            |                                          |               | Játékvezető: Rasmus Toppel Vonalbírók: Nagy Attila Emil Yletyinen |
| K. Bruijsten (Tummers) – 58:31 | 2–2            |                                          |               |                                                                   |
| Van Gestel (Tummers) – 62:04 | 3–2            |                                          |               |                                                                   |

| 2016. április 12. 13:00 | Hollandia | 3–0 (2–0, 0–0, 1–0) | Izland | Pabellón de Hielo de Jaca, Jaca Nézőszám: 102 |

| Jegyzőkönyv | Jegyzőkönyv    | Jegyzőkönyv | Jegyzőkönyv     | Jegyzőkönyv                                                        |
| --- | -------------- | ----------- | --------------- | ------------------------------------------------------------------ |
| | Sjoerd Idzenga | Kapusok     | Dennis Hedström | Játékvezető: Yuri Oskirko Vonalbírók: Nagy Attila Viktor Zinchenko |
| \| Joly (Tummers, Oosterveld) (SH) – 07:21 \| 1–0 \| \| \| Hermens (Kick) – 08:47 \| 2–0 \| \| \| K. Bruijsten (Joly, Tummers) (ENG) – 59:37 \| 3–0 \| \| |                |             |                 | Játékvezető: Yuri Oskirko Vonalbírók: Nagy Attila Viktor Zinchenko |
| 18 perc | Büntetések     | 14 perc     |                 | Játékvezető: Yuri Oskirko Vonalbírók: Nagy Attila Viktor Zinchenko |
| 53 | Lövések        | 25          |                 | Játékvezető: Yuri Oskirko Vonalbírók: Nagy Attila Viktor Zinchenko |
| Joly (Tummers, Oosterveld) (SH) – 07:21 | 1–0            |             |                 | Játékvezető: Yuri Oskirko Vonalbírók: Nagy Attila Viktor Zinchenko |
| Hermens (Kick) – 08:47 | 2–0            |             |                 | Játékvezető: Yuri Oskirko Vonalbírók: Nagy Attila Viktor Zinchenko |
| K. Bruijsten (Joly, Tummers) (ENG) – 59:37 | 3–0            |             |                 | Játékvezető: Yuri Oskirko Vonalbírók: Nagy Attila Viktor Zinchenko |

| 2016. április 12. 16:30 | Belgium | 3–2 (h.u.) (1–0, 1–1, 0–1) (h.u.: 1–0) | Kína | Pabellón de Hielo de Jaca, Jaca Nézőszám: 148 |

| Jegyzőkönyv | Jegyzőkönyv | Jegyzőkönyv                 | Jegyzőkönyv   | Jegyzőkönyv                                                      |
| --- | ----------- | --------------------------- | ------------- | ---------------------------------------------------------------- |
| | Tom Prodi   | Kapusok                     | Xia Shengrong | Játékvezető: Eduard Ibatulin Vonalbírók: Sergio Biec Lukáš Kacej |
| \| Van den Bogaert (De Smet, Distate) (PP) – 02:26 \| 1–0 \| \| \| \| 1–1 \| 35:29 – Yang (Hu) (PP) \| \| Bremer (Thurura, Paulus) (PP) – 36:30 \| 2–1 \| \| \| \| 2–2 \| 40:36 – Zhang H. (Zhang Z.) \| \| Bremer (B. Kolodziejczyk, Gyesbreghs) (PP) – 63:42 \| 3–2 \| \| |             |                             |               | Játékvezető: Eduard Ibatulin Vonalbírók: Sergio Biec Lukáš Kacej |
| 12 perc | Büntetések  | 20 perc                     |               | Játékvezető: Eduard Ibatulin Vonalbírók: Sergio Biec Lukáš Kacej |
| 46 | Lövések     | 23                          |               | Játékvezető: Eduard Ibatulin Vonalbírók: Sergio Biec Lukáš Kacej |
| Van den Bogaert (De Smet, Distate) (PP) – 02:26 | 1–0         |                             |               | Játékvezető: Eduard Ibatulin Vonalbírók: Sergio Biec Lukáš Kacej |
| | 1–1         | 35:29 – Yang (Hu) (PP)      |               | Játékvezető: Eduard Ibatulin Vonalbírók: Sergio Biec Lukáš Kacej |
| Bremer (Thurura, Paulus) (PP) – 36:30 | 2–1         |                             |               | Játékvezető: Eduard Ibatulin Vonalbírók: Sergio Biec Lukáš Kacej |
| | 2–2         | 40:36 – Zhang H. (Zhang Z.) |               |                                                                  |
| Bremer (B. Kolodziejczyk, Gyesbreghs) (PP) – 63:42 | 3–2         |                             |               |                                                                  |

| 2016. április 12. 20:00 | Szerbia | 3–4 (sz.) (1–0, 1–1, 1–2) (h.u.: 0–0) (sz.: 0–1) | Spanyolország | Pabellón de Hielo de Jaca, Jaca Nézőszám: 950 |

| Jegyzőkönyv | Jegyzőkönyv       | Jegyzőkönyv                                    | Jegyzőkönyv   | Jegyzőkönyv                                                          |
| --- | ----------------- | ---------------------------------------------- | ------------- | -------------------------------------------------------------------- |
| | Arsenije Ranković | Kapusok                                        | Ander Alcaine | Játékvezető: Przemysław Kepa Vonalbírók: Daniel Hynek Emil Yletyinen |
| \| Popravka (Vučurević, Filipović) – 04:33 \| 1–0 \| \| \| \| 1–1 \| 21:12 – Betrán (PP) \| \| Raković (Bjelogrlić) – 27:20 \| 2–1 \| \| \| \| 2–2 \| 48:25 – Puyuelo (Ubieto) \| \| \| 2–3 \| 50:17 – Quevedo (Puyuelo, Ubieto) \| \| Milovanović (Đumić) – 51:05 \| 3–3 \| \| |                   |                                                |               | Játékvezető: Przemysław Kepa Vonalbírók: Daniel Hynek Emil Yletyinen |
| Sretović Popravka Milovanović Komazec Milovanović | Szétlövés         | P. Muňoz Fuentes Quevedo Fuentes Brabo Fuentes |               | Játékvezető: Przemysław Kepa Vonalbírók: Daniel Hynek Emil Yletyinen |
| 16 perc | Büntetések        | 4 perc                                         |               | Játékvezető: Przemysław Kepa Vonalbírók: Daniel Hynek Emil Yletyinen |
| 25 | Lövések           | 38                                             |               | Játékvezető: Przemysław Kepa Vonalbírók: Daniel Hynek Emil Yletyinen |
| Popravka (Vučurević, Filipović) – 04:33 | 1–0               |                                                |               | Játékvezető: Przemysław Kepa Vonalbírók: Daniel Hynek Emil Yletyinen |
| | 1–1               | 21:12 – Betrán (PP)                            |               | Játékvezető: Przemysław Kepa Vonalbírók: Daniel Hynek Emil Yletyinen |
| Raković (Bjelogrlić) – 27:20 | 2–1               |                                                |               |                                                                      |
| | 2–2               | 48:25 – Puyuelo (Ubieto)                       |               |                                                                      |
| | 2–3               | 50:17 – Quevedo (Puyuelo, Ubieto)              |               |                                                                      |
| Milovanović (Đumić) – 51:05 | 3–3               |                                                |               |                                                                      |

| 2016. április 14. 13:00 | Kína | 0–9 (0–3, 0–2, 0–4) | Hollandia | Pabellón de Hielo de Jaca, Jaca Nézőszám: 60 |

| Jegyzőkönyv | Jegyzőkönyv               | Jegyzőkönyv                                    | Jegyzőkönyv    | Jegyzőkönyv                                                     |
| --- | ------------------------- | ---------------------------------------------- | -------------- | --------------------------------------------------------------- |
| | Xia Shengrong / Sun Zehao | Kapusok                                        | Sjoerd Idzenga | Játékvezető: Rasmus Toppel Vonalbírók: Sergio Biec Daniel Hynek |
| \| \| 0–1 \| 00:08 – Joly (Melissant) \| \| \| 0–2 \| 13:28 – K. Bruijsten (Tummers, Nagtzaam) \| \| \| 0–3 \| 15:32 – Kick (Hermens) \| \| \| 0–4 \| 31:09 – Tummers (Nagtzaam, Van Bentem) \| \| \| 0–5 \| 34:35 – Van Bentem \| \| \| 0–6 \| 41:57 – Van Lijden (Van Bentem, Nagtzaam) (PP) \| \| \| 0–7 \| 45:40 – Van Lijden (Marx, Smid) \| \| \| 0–8 \| 50:45 – Van Lijden (Wurm, Oosterveld) \| \| \| 0–9 \| 53:13 – Kick (Smid, Hermens) (PP) \| |                           |                                                |                | Játékvezető: Rasmus Toppel Vonalbírók: Sergio Biec Daniel Hynek |
| 8 perc | Büntetések                | 8 perc                                         |                | Játékvezető: Rasmus Toppel Vonalbírók: Sergio Biec Daniel Hynek |
| 23 | Lövések                   | 49                                             |                | Játékvezető: Rasmus Toppel Vonalbírók: Sergio Biec Daniel Hynek |
| | 0–1                       | 00:08 – Joly (Melissant)                       |                | Játékvezető: Rasmus Toppel Vonalbírók: Sergio Biec Daniel Hynek |
| | 0–2                       | 13:28 – K. Bruijsten (Tummers, Nagtzaam)       |                | Játékvezető: Rasmus Toppel Vonalbírók: Sergio Biec Daniel Hynek |
| | 0–3                       | 15:32 – Kick (Hermens)                         |                | Játékvezető: Rasmus Toppel Vonalbírók: Sergio Biec Daniel Hynek |
| | 0–4                       | 31:09 – Tummers (Nagtzaam, Van Bentem)         |                |                                                                 |
| | 0–5                       | 34:35 – Van Bentem                             |                |                                                                 |
| | 0–6                       | 41:57 – Van Lijden (Van Bentem, Nagtzaam) (PP) |                |                                                                 |
| | 0–7                       | 45:40 – Van Lijden (Marx, Smid)                |                |                                                                 |
| | 0–8                       | 50:45 – Van Lijden (Wurm, Oosterveld)          |                |                                                                 |
| | 0–9                       | 53:13 – Kick (Smid, Hermens) (PP)              |                |                                                                 |

| 2016. április 14. 16:30 | Izland | 3–6 (3–0, 0–4, 0–2) | Szerbia | Pabellón de Hielo de Jaca, Jaca Nézőszám: 120 |

| Jegyzőkönyv | Jegyzőkönyv     | Jegyzőkönyv                           | Jegyzőkönyv       | Jegyzőkönyv                                                         |
| --- | --------------- | ------------------------------------- | ----------------- | ------------------------------------------------------------------- |
| | Dennis Hedström | Kapusok                               | Arsenije Ranković | Játékvezető: Eduard Ibatulin Vonalbírók: Lukáš Kacej Emil Yletyinen |
| \| Andrésson (Alengård, Helgason) (PP) – 01:29 \| 1–0 \| \| \| Leifsson (Alengård) – 08:15 \| 2–0 \| \| \| Andrésson (Guðnason) – 14:15 \| 3–0 \| \| \| \| 3–1 \| 21:35 – Sretović (PP) \| \| \| 3–2 \| 23:37 – Filipović \| \| \| 3–3 \| 31:27 – Sretović (Luković, Đumić) \| \| \| 3–4 \| 34:12 – Bjelogrlić (Ilić, Bibić) (PP) \| \| \| 3–5 \| 42:41 – Lestarić (Bibić, Raković) \| \| \| 3–6 \| 53:26 – Bjelogrlić (Bibić) (PP) \| |                 |                                       |                   | Játékvezető: Eduard Ibatulin Vonalbírók: Lukáš Kacej Emil Yletyinen |
| 24 perc | Büntetések      | 16 perc                               |                   | Játékvezető: Eduard Ibatulin Vonalbírók: Lukáš Kacej Emil Yletyinen |
| 36 | Lövések         | 53                                    |                   | Játékvezető: Eduard Ibatulin Vonalbírók: Lukáš Kacej Emil Yletyinen |
| Andrésson (Alengård, Helgason) (PP) – 01:29 | 1–0             |                                       |                   | Játékvezető: Eduard Ibatulin Vonalbírók: Lukáš Kacej Emil Yletyinen |
| Leifsson (Alengård) – 08:15 | 2–0             |                                       |                   | Játékvezető: Eduard Ibatulin Vonalbírók: Lukáš Kacej Emil Yletyinen |
| Andrésson (Guðnason) – 14:15 | 3–0             |                                       |                   | Játékvezető: Eduard Ibatulin Vonalbírók: Lukáš Kacej Emil Yletyinen |
| | 3–1             | 21:35 – Sretović (PP)                 |                   |                                                                     |
| | 3–2             | 23:37 – Filipović                     |                   |                                                                     |
| | 3–3             | 31:27 – Sretović (Luković, Đumić)     |                   |                                                                     |
| | 3–4             | 34:12 – Bjelogrlić (Ilić, Bibić) (PP) |                   |                                                                     |
| | 3–5             | 42:41 – Lestarić (Bibić, Raković)     |                   |                                                                     |
| | 3–6             | 53:26 – Bjelogrlić (Bibić) (PP)       |                   |                                                                     |

| 2016. április 14. 20:00 | Spanyolország | 4–1 (3–0, 1–1, 0–0) | Belgium | Pabellón de Hielo de Jaca, Jaca Nézőszám: 1150 |

| Jegyzőkönyv | Jegyzőkönyv   | Jegyzőkönyv                                      | Jegyzőkönyv             | Jegyzőkönyv                                                           |
| --- | ------------- | ------------------------------------------------ | ----------------------- | --------------------------------------------------------------------- |
| | Ander Alcaine | Kapusok                                          | Tom Prodi / Mike Jansen | Játékvezető: Przemysław Kepa Vonalbírók: Nagy Attila Viktor Zinchenko |
| \| Puyuelo (Quevedo, Hernández) – 05:19 \| 1–0 \| \| \| Fuentes (Ubieto) – 11:06 \| 2–0 \| \| \| Solórzano (J. Muñoz, Fuentes) – 13:56 \| 3–0 \| \| \| \| 3–1 \| 25:59 – Pellegrims (B. Kolodziejczyk, Vercammen) \| \| J. Muñoz (Fuentes, Solórzano) – 32:37 \| 4–1 \| \| |               |                                                  |                         | Játékvezető: Przemysław Kepa Vonalbírók: Nagy Attila Viktor Zinchenko |
| 10 perc | Büntetések    | 6 perc                                           |                         | Játékvezető: Przemysław Kepa Vonalbírók: Nagy Attila Viktor Zinchenko |
| 32 | Lövések       | 28                                               |                         | Játékvezető: Przemysław Kepa Vonalbírók: Nagy Attila Viktor Zinchenko |
| Puyuelo (Quevedo, Hernández) – 05:19 | 1–0           |                                                  |                         | Játékvezető: Przemysław Kepa Vonalbírók: Nagy Attila Viktor Zinchenko |
| Fuentes (Ubieto) – 11:06 | 2–0           |                                                  |                         | Játékvezető: Przemysław Kepa Vonalbírók: Nagy Attila Viktor Zinchenko |
| Solórzano (J. Muñoz, Fuentes) – 13:56 | 3–0           |                                                  |                         | Játékvezető: Przemysław Kepa Vonalbírók: Nagy Attila Viktor Zinchenko |
| | 3–1           | 25:59 – Pellegrims (B. Kolodziejczyk, Vercammen) |                         |                                                                       |
| J. Muñoz (Fuentes, Solórzano) – 32:37 | 4–1           |                                                  |                         |                                                                       |

| 2016. április 15. 13:00 | Szerbia | 3–0 (0–0, 2–0, 1–0) | Kína | Pabellón de Hielo de Jaca, Jaca Nézőszám: 67 |

| Jegyzőkönyv | Jegyzőkönyv                          | Jegyzőkönyv | Jegyzőkönyv   | Jegyzőkönyv                                                    |
| --- | ------------------------------------ | ----------- | ------------- | -------------------------------------------------------------- |
| | Arsenije Ranković / Petar Stepanović | Kapusok     | Xia Shengrong | Játékvezető: Rasmus Toppel Vonalbírók: Sergio Biec Nagy Attila |
| \| Sretović (Popravka, Raković) – 20:45 \| 1–0 \| \| \| Raković (Podunavac) – 32:08 \| 2–0 \| \| \| Luković (Filipović) – 45:22 \| 3–0 \| \| |                                      |             |               | Játékvezető: Rasmus Toppel Vonalbírók: Sergio Biec Nagy Attila |
| 8 perc | Büntetések                           | 12 perc     |               | Játékvezető: Rasmus Toppel Vonalbírók: Sergio Biec Nagy Attila |
| 44 | Lövések                              | 18          |               | Játékvezető: Rasmus Toppel Vonalbírók: Sergio Biec Nagy Attila |
| Sretović (Popravka, Raković) – 20:45 | 1–0                                  |             |               | Játékvezető: Rasmus Toppel Vonalbírók: Sergio Biec Nagy Attila |
| Raković (Podunavac) – 32:08 | 2–0                                  |             |               | Játékvezető: Rasmus Toppel Vonalbírók: Sergio Biec Nagy Attila |
| Luković (Filipović) – 45:22 | 3–0                                  |             |               | Játékvezető: Rasmus Toppel Vonalbírók: Sergio Biec Nagy Attila |

| 2016. április 15. 16:30 | Hollandia | 6–2 (3–0, 1–1, 2–1) | Belgium | Pabellón de Hielo de Jaca, Jaca Nézőszám: 250 |

| Jegyzőkönyv | Jegyzőkönyv    | Jegyzőkönyv                                     | Jegyzőkönyv | Jegyzőkönyv                                                           |
| --- | -------------- | ----------------------------------------------- | ----------- | --------------------------------------------------------------------- |
| | Sjoerd Idzenga | Kapusok                                         | Mike Jansen | Játékvezető: Yuri Oskirko Vonalbírók: Emil Yletyinen Viktor Zinchenko |
| \| Wurm (Nagtzaam, Van Bentem) (PP2) – 04:43 \| 1–0 \| \| \| Melissant (Joly, K. Bruijsten) – 12:04 \| 2–0 \| \| \| Oosterveld (Tummers, Van Gestel) – 15:27 \| 3–0 \| \| \| Van Lijden (Van Nes) – 32:41 \| 4–0 \| \| \| \| 4–1 \| 37:21 – A. Kolodziejczyk (Gyesbreghs, Van Rooy) \| \| Wurm (Van Bentem) – 44:27 \| 5–1 \| \| \| Van Lijden (Van Bentem, Nagtzaam) (PP) – 48:39 \| 6–1 \| \| \| \| 6–2 \| 53:46 – Vercammen (Goris, Gyesbreghs) \| |                |                                                 |             | Játékvezető: Yuri Oskirko Vonalbírók: Emil Yletyinen Viktor Zinchenko |
| 31 perc | Büntetések     | 14 perc                                         |             | Játékvezető: Yuri Oskirko Vonalbírók: Emil Yletyinen Viktor Zinchenko |
| 43 | Lövések        | 24                                              |             | Játékvezető: Yuri Oskirko Vonalbírók: Emil Yletyinen Viktor Zinchenko |
| Wurm (Nagtzaam, Van Bentem) (PP2) – 04:43 | 1–0            |                                                 |             | Játékvezető: Yuri Oskirko Vonalbírók: Emil Yletyinen Viktor Zinchenko |
| Melissant (Joly, K. Bruijsten) – 12:04 | 2–0            |                                                 |             | Játékvezető: Yuri Oskirko Vonalbírók: Emil Yletyinen Viktor Zinchenko |
| Oosterveld (Tummers, Van Gestel) – 15:27 | 3–0            |                                                 |             | Játékvezető: Yuri Oskirko Vonalbírók: Emil Yletyinen Viktor Zinchenko |
| Van Lijden (Van Nes) – 32:41 | 4–0            |                                                 |             |                                                                       |
| | 4–1            | 37:21 – A. Kolodziejczyk (Gyesbreghs, Van Rooy) |             |                                                                       |
| Wurm (Van Bentem) – 44:27 | 5–1            |                                                 |             |                                                                       |
| Van Lijden (Van Bentem, Nagtzaam) (PP) – 48:39 | 6–1            |                                                 |             |                                                                       |
| | 6–2            | 53:46 – Vercammen (Goris, Gyesbreghs)           |             |                                                                       |

| 2016. április 15. 20:00 | Spanyolország | 5–2 (1–1, 2–1, 2–0) | Izland | Pabellón de Hielo de Jaca, Jaca Nézőszám: 1480 |

| Jegyzőkönyv | Jegyzőkönyv    | Jegyzőkönyv                                  | Jegyzőkönyv          | Jegyzőkönyv                                                       |
| --- | -------------- | -------------------------------------------- | -------------------- | ----------------------------------------------------------------- |
| | Ignacio García | Kapusok                                      | Snorri Sigurbergsson | Játékvezető: Eduard Ibatulin Vonalbírók: Daniel Hynek Lukáš Kacej |
| \| Pantoja (P. Muñoz) (PP) – 08:42 \| 1–0 \| \| \| \| 1–1 \| 12:36 – Mikaelsson (Sigurðsson, Sigurðarson) \| \| Brabo (Carbonell, P. Muñoz) – 34:18 \| 2–1 \| \| \| \| 2–2 \| 34:43 – Leifsson (Alengård, R. Hedström) \| \| González (Quevedo, Vicente) – 38:02 \| 3–2 \| \| \| Solórzano (P. Muñoz) – 48:26 \| 4–2 \| \| \| J. Muñoz – 51:41 \| 5–2 \| \| |                |                                              |                      | Játékvezető: Eduard Ibatulin Vonalbírók: Daniel Hynek Lukáš Kacej |
| 8 perc | Büntetések     | 20 perc                                      |                      | Játékvezető: Eduard Ibatulin Vonalbírók: Daniel Hynek Lukáš Kacej |
| 27 | Lövések        | 25                                           |                      | Játékvezető: Eduard Ibatulin Vonalbírók: Daniel Hynek Lukáš Kacej |
| Pantoja (P. Muñoz) (PP) – 08:42 | 1–0            |                                              |                      | Játékvezető: Eduard Ibatulin Vonalbírók: Daniel Hynek Lukáš Kacej |
| | 1–1            | 12:36 – Mikaelsson (Sigurðsson, Sigurðarson) |                      | Játékvezető: Eduard Ibatulin Vonalbírók: Daniel Hynek Lukáš Kacej |
| Brabo (Carbonell, P. Muñoz) – 34:18 | 2–1            |                                              |                      | Játékvezető: Eduard Ibatulin Vonalbírók: Daniel Hynek Lukáš Kacej |
| | 2–2            | 34:43 – Leifsson (Alengård, R. Hedström)     |                      |                                                                   |
| González (Quevedo, Vicente) – 38:02 | 3–2            |                                              |                      |                                                                   |
| Solórzano (P. Muñoz) – 48:26 | 4–2            |                                              |                      |                                                                   |
| J. Muñoz – 51:41 | 5–2            |                                              |                      |                                                                   |

## B csoport

### Résztvevők
| Csapat      | Kvalifikáció módja                                                |
| ----------- | ----------------------------------------------------------------- |
| Ausztrália  | A 2015-ös divízió II A csoportjának 6. helyén végzett és kiesett. |
| Új-Zéland   | A 2015-ös divízió II B csoportjának 2. helyén végzett.            |
| Mexikó      | Rendező, a 2015-ös divízió II B csoportjának 3. helyén végzett.   |
| Bulgária    | A 2015-ös divízió II B csoportjának 4. helyén végzett.            |
| Izrael      | A 2015-ös divízió II B csoportjának 5. helyén végzett.            |
| Észak-Korea | A 2015-ös divízió III 1. helyén végzett és feljutott.             |

### Tabella
| Hely. | Csapat      | M | Gy | HGy | HV | V | G+ | G– | Gk  | P  | Továbbjutás vagy kiesés     |
| ----- | ----------- | - | -- | --- | -- | - | -- | -- | --- | -- | --------------------------- |
| 1.    | Ausztrália  | 5 | 4  | 1   | 0  | 0 | 58 | 10 | +48 | 14 | Feljutott a divízió II A-ba |
| 2.    | Mexikó (R)  | 5 | 4  | 0   | 1  | 0 | 30 | 13 | +17 | 13 |                             |
| 3.    | Izrael      | 5 | 2  | 0   | 0  | 3 | 22 | 33 | −11 | 6  |                             |
| 4.    | Új-Zéland   | 5 | 2  | 0   | 0  | 3 | 27 | 19 | +8  | 6  |                             |
| 5.    | Észak-Korea | 5 | 2  | 0   | 0  | 3 | 24 | 42 | −18 | 6  |                             |
| 6.    | Bulgária    | 5 | 0  | 0   | 0  | 5 | 8  | 52 | −44 | 0  | Kiesett a divízió III-ba    |

1. 1 2 3  Egymás elleni eredmény és gólkülönbség: Izrael 3, 11–10; Új-Zéland 3, 10–10; Észak-Korea 3, 11–12

### Mérkőzések
| 2016. április 9. 13:00 | Új-Zéland | 6–3 (3–0, 1–2, 2–1) | Izrael | Icedome, Mexikóváros Nézőszám: 115 |

| Jegyzőkönyv | Jegyzőkönyv | Jegyzőkönyv                      | Jegyzőkönyv                        | Jegyzőkönyv                                                             |
| --- | ----------- | -------------------------------- | ---------------------------------- | ----------------------------------------------------------------------- |
| | Rick Parry  | Kapusok                          | Alexander Loginov / Maxim Gokhberg | Játékvezető: Martin de Wilde Vonalbírók: Michael Harrington Sem Ramírez |
| \| Henderson (Heyd) (PP) – 02:27 \| 1–0 \| \| \| Harrison (M. Frear) – 10:45 \| 2–0 \| \| \| Ruddle (Harrop, Challis) – 12:15 \| 3–0 \| \| \| \| 3–1 \| 23:57 – Klein (Aharonovich) (PP) \| \| Ruddle (Challis, Harrop) – 24:28 \| 4–1 \| \| \| \| 4–2 \| 29:37 – Mazour \| \| \| 4–3 \| 43:07 – Klein (Spivak) \| \| Cox (Lawrence) – 49:08 \| 5–3 \| \| \| Lawrence (Challis, Harrop) (PP) – 54:19 \| 6–3 \| \| |             |                                  |                                    | Játékvezető: Martin de Wilde Vonalbírók: Michael Harrington Sem Ramírez |
| 12 perc | Büntetések  | 14 perc                          |                                    | Játékvezető: Martin de Wilde Vonalbírók: Michael Harrington Sem Ramírez |
| 38 | Lövések     | 32                               |                                    | Játékvezető: Martin de Wilde Vonalbírók: Michael Harrington Sem Ramírez |
| Henderson (Heyd) (PP) – 02:27 | 1–0         |                                  |                                    | Játékvezető: Martin de Wilde Vonalbírók: Michael Harrington Sem Ramírez |
| Harrison (M. Frear) – 10:45 | 2–0         |                                  |                                    | Játékvezető: Martin de Wilde Vonalbírók: Michael Harrington Sem Ramírez |
| Ruddle (Harrop, Challis) – 12:15 | 3–0         |                                  |                                    | Játékvezető: Martin de Wilde Vonalbírók: Michael Harrington Sem Ramírez |
| | 3–1         | 23:57 – Klein (Aharonovich) (PP) |                                    |                                                                         |
| Ruddle (Challis, Harrop) – 24:28 | 4–1         |                                  |                                    |                                                                         |
| | 4–2         | 29:37 – Mazour                   |                                    |                                                                         |
| | 4–3         | 43:07 – Klein (Spivak)           |                                    |                                                                         |
| Cox (Lawrence) – 49:08 | 5–3         |                                  |                                    |                                                                         |
| Lawrence (Challis, Harrop) (PP) – 54:19 | 6–3         |                                  |                                    |                                                                         |

| 2016. április 9. 16:30 | Észak-Korea | 9–3 (4–1, 2–1, 3–1) | Bulgária | Icedome, Mexikóváros Nézőszám: 200 |

| Jegyzőkönyv | Jegyzőkönyv           | Jegyzőkönyv                 | Jegyzőkönyv                     | Jegyzőkönyv                                                               |
| --- | --------------------- | --------------------------- | ------------------------------- | ------------------------------------------------------------------------- |
| | Pak Kuk-chol / Pak Il | Kapusok                     | Dimitar Dimitrov / Todor Petkov | Játékvezető: Miklós Haszonits Vonalbírók: Jos Korte Maarten Van den Acker |
| \| Kim N. (Kim K.-h.) – 01:34 \| 1–0 \| \| \| Hong (Kim H., Ri P.) – 02:30 \| 2–0 \| \| \| Hong (Kim S., An) (PP) – 04:58 \| 3–0 \| \| \| \| 3–1 \| 10:58 – Abdi \| \| Ri P. (Ri C., Kim H.) – 17:46 \| 4–1 \| \| \| Kim K.-c. (Kang M., Pak S.) – 22:05 \| 5–1 \| \| \| Kim H. (Ri C.) – 25:21 \| 6–1 \| \| \| \| 6–2 \| 29:22 – Georgiev (Iskrenov) \| \| \| 6–3 \| 45:13 – Abdi (Petkov) \| \| Kim M. (Kim K.-h., Kim N.) (PP) – 48:01 \| 7–3 \| \| \| An – 54:04 \| 8–3 \| \| \| An (Pak S.) – 56:55 \| 9–3 \| \| |                       |                             |                                 | Játékvezető: Miklós Haszonits Vonalbírók: Jos Korte Maarten Van den Acker |
| 4 perc | Büntetések            | 32 perc                     |                                 | Játékvezető: Miklós Haszonits Vonalbírók: Jos Korte Maarten Van den Acker |
| 45 | Lövések               | 16                          |                                 | Játékvezető: Miklós Haszonits Vonalbírók: Jos Korte Maarten Van den Acker |
| Kim N. (Kim K.-h.) – 01:34 | 1–0                   |                             |                                 | Játékvezető: Miklós Haszonits Vonalbírók: Jos Korte Maarten Van den Acker |
| Hong (Kim H., Ri P.) – 02:30 | 2–0                   |                             |                                 | Játékvezető: Miklós Haszonits Vonalbírók: Jos Korte Maarten Van den Acker |
| Hong (Kim S., An) (PP) – 04:58 | 3–0                   |                             |                                 | Játékvezető: Miklós Haszonits Vonalbírók: Jos Korte Maarten Van den Acker |
| | 3–1                   | 10:58 – Abdi                |                                 |                                                                           |
| Ri P. (Ri C., Kim H.) – 17:46 | 4–1                   |                             |                                 |                                                                           |
| Kim K.-c. (Kang M., Pak S.) – 22:05 | 5–1                   |                             |                                 |                                                                           |
| Kim H. (Ri C.) – 25:21 | 6–1                   |                             |                                 |                                                                           |
| | 6–2                   | 29:22 – Georgiev (Iskrenov) |                                 |                                                                           |
| | 6–3                   | 45:13 – Abdi (Petkov)       |                                 |                                                                           |
| Kim M. (Kim K.-h., Kim N.) (PP) – 48:01 | 7–3                   |                             |                                 |                                                                           |
| An – 54:04 | 8–3                   |                             |                                 |                                                                           |
| An (Pak S.) – 56:55 | 9–3                   |                             |                                 |                                                                           |

| 2016. április 9. 20:00 | Mexikó | 4–5 (h.u.) (1–0, 1–4, 2–0) (h.u.: 0–1) | Ausztrália | Icedome, Mexikóváros Nézőszám: 2000 |

| Jegyzőkönyv | Jegyzőkönyv        | Jegyzőkönyv                              | Jegyzőkönyv    | Jegyzőkönyv                                                           |
| --- | ------------------ | ---------------------------------------- | -------------- | --------------------------------------------------------------------- |
| | Andrés de la Garma | Kapusok                                  | Anthony Kimlin | Játékvezető: Mario Maillet Vonalbírók: William Hancock James Kavanagh |
| \| Majul (Cervantes) – 07:07 \| 1–0 \| \| \| Majul (Ugarte, Cervantes) – 25:28 \| 2–0 \| \| \| \| 2–1 \| 28:01 – Jones (Powell, Humphries) (PP2) \| \| \| 2–2 \| 31:10 – Darge (Todd, Malloy) (SH) \| \| \| 2–3 \| 35:19 – Humphries (Powell, Webster) (PP) \| \| \| 2–4 \| 39:14 – Byers (Darge, Schlamp) \| \| Cervantes (Majul) – 40:28 \| 3–4 \| \| \| Arroyo (Ugarte, Cervantes) (PP) – 55:37 \| 4–4 \| \| \| \| 4–5 \| 63:42 – Humphries (SH) \| |                    |                                          |                | Játékvezető: Mario Maillet Vonalbírók: William Hancock James Kavanagh |
| 18 perc | Büntetések         | 32 perc                                  |                | Játékvezető: Mario Maillet Vonalbírók: William Hancock James Kavanagh |
| 33 | Lövések            | 38                                       |                | Játékvezető: Mario Maillet Vonalbírók: William Hancock James Kavanagh |
| Majul (Cervantes) – 07:07 | 1–0                |                                          |                | Játékvezető: Mario Maillet Vonalbírók: William Hancock James Kavanagh |
| Majul (Ugarte, Cervantes) – 25:28 | 2–0                |                                          |                | Játékvezető: Mario Maillet Vonalbírók: William Hancock James Kavanagh |
| | 2–1                | 28:01 – Jones (Powell, Humphries) (PP2)  |                | Játékvezető: Mario Maillet Vonalbírók: William Hancock James Kavanagh |
| | 2–2                | 31:10 – Darge (Todd, Malloy) (SH)        |                |                                                                       |
| | 2–3                | 35:19 – Humphries (Powell, Webster) (PP) |                |                                                                       |
| | 2–4                | 39:14 – Byers (Darge, Schlamp)           |                |                                                                       |
| Cervantes (Majul) – 40:28 | 3–4                |                                          |                |                                                                       |
| Arroyo (Ugarte, Cervantes) (PP) – 55:37 | 4–4                |                                          |                |                                                                       |
| | 4–5                | 63:42 – Humphries (SH)                   |                |                                                                       |

| 2016. április 10. 13:00 | Izrael | 8–4 (5–1, 2–1, 1–2) | Észak-Korea | Icedome, Mexikóváros Nézőszám: 20 |

| Jegyzőkönyv | Jegyzőkönyv    | Jegyzőkönyv                            | Jegyzőkönyv           | Jegyzőkönyv                                                      |
| --- | -------------- | -------------------------------------- | --------------------- | ---------------------------------------------------------------- |
| | Maxim Gokhberg | Kapusok                                | Pak Kuk-chol / Pak Il | Játékvezető: Mario Maillet Vonalbírók: William Hancock Jos Korte |
| \| Kniter (Aharonovich) – 01:53 \| 1–0 \| \| \| Rosenthal (Klein, Maaravi) – 03:27 \| 2–0 \| \| \| Spektor (SH) – 05:30 \| 3–0 \| \| \| Spektor (Aharonovich, Mazour) – 16:18 \| 4–0 \| \| \| Pyshkin (Klein) – 17:07 \| 5–0 \| \| \| \| 5–1 \| 19:44 – Ri C. (Kim K.-h., Kim N.) (PP) \| \| Aharonovich (Klein, Pyshkin) (PP) – 24:50 \| 6–1 \| \| \| Schwarzman (Mazour, Spektor) (PP) – 26:23 \| 7–1 \| \| \| \| 7–2 \| 37:19 – Hong (Ri C.) \| \| \| 7–3 \| 56:16 – Kim K.-c. (PP) \| \| Spivak (Pyshkin, Schwarzman) – 56:43 \| 8–3 \| \| \| \| 8–4 \| 59:59 – Kim K.-c. (Ri C.) \| |                |                                        |                       | Játékvezető: Mario Maillet Vonalbírók: William Hancock Jos Korte |
| 44 perc | Büntetések     | 36 perc                                |                       | Játékvezető: Mario Maillet Vonalbírók: William Hancock Jos Korte |
| 38 | Lövések        | 42                                     |                       | Játékvezető: Mario Maillet Vonalbírók: William Hancock Jos Korte |
| Kniter (Aharonovich) – 01:53 | 1–0            |                                        |                       | Játékvezető: Mario Maillet Vonalbírók: William Hancock Jos Korte |
| Rosenthal (Klein, Maaravi) – 03:27 | 2–0            |                                        |                       | Játékvezető: Mario Maillet Vonalbírók: William Hancock Jos Korte |
| Spektor (SH) – 05:30 | 3–0            |                                        |                       | Játékvezető: Mario Maillet Vonalbírók: William Hancock Jos Korte |
| Spektor (Aharonovich, Mazour) – 16:18 | 4–0            |                                        |                       |                                                                  |
| Pyshkin (Klein) – 17:07 | 5–0            |                                        |                       |                                                                  |
| | 5–1            | 19:44 – Ri C. (Kim K.-h., Kim N.) (PP) |                       |                                                                  |
| Aharonovich (Klein, Pyshkin) (PP) – 24:50 | 6–1            |                                        |                       |                                                                  |
| Schwarzman (Mazour, Spektor) (PP) – 26:23 | 7–1            |                                        |                       |                                                                  |
| | 7–2            | 37:19 – Hong (Ri C.)                   |                       |                                                                  |
| | 7–3            | 56:16 – Kim K.-c. (PP)                 |                       |                                                                  |
| Spivak (Pyshkin, Schwarzman) – 56:43 | 8–3            |                                        |                       |                                                                  |
| | 8–4            | 59:59 – Kim K.-c. (Ri C.)              |                       |                                                                  |

| 2016. április 10. 16:30 | Ausztrália | 14–0 (2–0, 6–0, 6–0) | Bulgária | Icedome, Mexikóváros Nézőszám: 150 |

| Jegyzőkönyv | Jegyzőkönyv                    | Jegyzőkönyv | Jegyzőkönyv                     | Jegyzőkönyv                                                                |
| --- | ------------------------------ | ----------- | ------------------------------- | -------------------------------------------------------------------------- |
| | Anthony Kimlin / Charlie Smart | Kapusok     | Todor Petkov / Dimitar Dimitrov | Játékvezető: Stephen Thomson Vonalbírók: Sem Ramírez Maarten Van den Acker |
| \| Schlamp (Darge, Todd) – 14:46 \| 1–0 \| \| \| Tesarik – 15:16 \| 2–0 \| \| \| Humphries (Byers, McKenzie) (SH) – 23:00 \| 3–0 \| \| \| Humphries (Powell) – 27:43 \| 4–0 \| \| \| Todd – 31:42 \| 5–0 \| \| \| Darge (Jones, Byers) – 32:23 \| 6–0 \| \| \| Baranzelli (Huxley) (PP) – 36:18 \| 7–0 \| \| \| Todd (Kyros) (SH) – 39:48 \| 8–0 \| \| \| Webster (Malloy) – 40:43 \| 9–0 \| \| \| Schlamp (Darge) – 40:58 \| 10–0 \| \| \| Darge (Webster, Huxley) – 45:35 \| 11–0 \| \| \| Todd (Darge, Malloy) – 48:45 \| 12–0 \| \| \| Humphries (Webster) (PP) – 52:52 \| 13–0 \| \| \| McKenzie (Tesarik, Jones) – 54:35 \| 14–0 \| \| |                                |             |                                 | Játékvezető: Stephen Thomson Vonalbírók: Sem Ramírez Maarten Van den Acker |
| 8 perc | Büntetések                     | 4 perc      |                                 | Játékvezető: Stephen Thomson Vonalbírók: Sem Ramírez Maarten Van den Acker |
| 40 | Lövések                        | 7           |                                 | Játékvezető: Stephen Thomson Vonalbírók: Sem Ramírez Maarten Van den Acker |
| Schlamp (Darge, Todd) – 14:46 | 1–0                            |             |                                 | Játékvezető: Stephen Thomson Vonalbírók: Sem Ramírez Maarten Van den Acker |
| Tesarik – 15:16 | 2–0                            |             |                                 | Játékvezető: Stephen Thomson Vonalbírók: Sem Ramírez Maarten Van den Acker |
| Humphries (Byers, McKenzie) (SH) – 23:00 | 3–0                            |             |                                 | Játékvezető: Stephen Thomson Vonalbírók: Sem Ramírez Maarten Van den Acker |
| Humphries (Powell) – 27:43 | 4–0                            |             |                                 |                                                                            |
| Todd – 31:42 | 5–0                            |             |                                 |                                                                            |
| Darge (Jones, Byers) – 32:23 | 6–0                            |             |                                 |                                                                            |
| Baranzelli (Huxley) (PP) – 36:18 | 7–0                            |             |                                 |                                                                            |
| Todd (Kyros) (SH) – 39:48 | 8–0                            |             |                                 |                                                                            |
| Webster (Malloy) – 40:43 | 9–0                            |             |                                 |                                                                            |
| Schlamp (Darge) – 40:58 | 10–0                           |             |                                 |                                                                            |
| Darge (Webster, Huxley) – 45:35 | 11–0                           |             |                                 |                                                                            |
| Todd (Darge, Malloy) – 48:45 | 12–0                           |             |                                 |                                                                            |
| Humphries (Webster) (PP) – 52:52 | 13–0                           |             |                                 |                                                                            |
| McKenzie (Tesarik, Jones) – 54:35 | 14–0                           |             |                                 |                                                                            |

| 2016. április 10. 20:00 | Új-Zéland | 1–2 (0–0, 1–0, 0–2) | Mexikó | Icedome, Mexikóváros Nézőszám: 500 |

| Jegyzőkönyv | Jegyzőkönyv | Jegyzőkönyv                        | Jegyzőkönyv     | Jegyzőkönyv                                                                 |
| --- | ----------- | ---------------------------------- | --------------- | --------------------------------------------------------------------------- |
| | Rick Parry  | Kapusok                            | Alfonso de Alba | Játékvezető: Miklós Haszonits Vonalbírók: Michael Harrington James Kavanagh |
| \| Cox (PS) – 22:43 \| 1–0 \| \| \| \| 1–1 \| 42:42 – Arroyo (PP) \| \| \| 1–2 \| 43:37 – Arroyo (Cervantes, Ugarte) \| |             |                                    |                 | Játékvezető: Miklós Haszonits Vonalbírók: Michael Harrington James Kavanagh |
| 12 perc | Büntetések  | 6 perc                             |                 | Játékvezető: Miklós Haszonits Vonalbírók: Michael Harrington James Kavanagh |
| 18 | Lövések     | 26                                 |                 | Játékvezető: Miklós Haszonits Vonalbírók: Michael Harrington James Kavanagh |
| Cox (PS) – 22:43 | 1–0         |                                    |                 | Játékvezető: Miklós Haszonits Vonalbírók: Michael Harrington James Kavanagh |
| | 1–1         | 42:42 – Arroyo (PP)                |                 | Játékvezető: Miklós Haszonits Vonalbírók: Michael Harrington James Kavanagh |
| | 1–2         | 43:37 – Arroyo (Cervantes, Ugarte) |                 | Játékvezető: Miklós Haszonits Vonalbírók: Michael Harrington James Kavanagh |

| 2016. április 12. 13:00 | Ausztrália | 11–3 (6–2, 3–0, 2–1) | Izrael | Icedome, Mexikóváros Nézőszám: 40 |

| Jegyzőkönyv | Jegyzőkönyv    | Jegyzőkönyv                              | Jegyzőkönyv                        | Jegyzőkönyv                                                        |
| --- | -------------- | ---------------------------------------- | ---------------------------------- | ------------------------------------------------------------------ |
| | Anthony Kimlin | Kapusok                                  | Maxim Gokhberg / Alexander Loginov | Játékvezető: Mario Maillet Vonalbírók: William Hancock Sem Ramírez |
| \| \| 0–1 \| 00:49 – Rosenthal (Pyshkin, Shwarzman) \| \| Stringer (Darge) – 03:11 \| 1–1 \| \| \| Webster – 03:37 \| 2–1 \| \| \| Todd (PP) – 10:42 \| 3–1 \| \| \| Tesarik (Powell) (PP) – 12:41 \| 4–1 \| \| \| Baranzelli (Darge, Todd) (PP) – 17:15 \| 5–1 \| \| \| McKenzie (Tesarik, Jones) – 17:36 \| 6–1 \| \| \| \| 6–2 \| 19:46 – Pishkin (Spivak, Kafri) (PP) \| \| Baranzelli (Webster, Powell) – 25:20 \| 7–2 \| \| \| McKenzie (Tesarik, Jones) – 26:58 \| 8–2 \| \| \| Darge (Baranzelli, Todd) – 34:25 \| 9–2 \| \| \| Tesarik (Webster, Powell) (PP) – 41:13 \| 10–2 \| \| \| Darge (Todd) (SH) – 48:23 \| 11–2 \| \| \| \| 11–3 \| 53:09 – Rosenthal (Spivak, Mazour) (PP2) \| |                |                                          |                                    | Játékvezető: Mario Maillet Vonalbírók: William Hancock Sem Ramírez |
| 69 perc | Büntetések     | 30 perc                                  |                                    | Játékvezető: Mario Maillet Vonalbírók: William Hancock Sem Ramírez |
| 47 | Lövések        | 35                                       |                                    | Játékvezető: Mario Maillet Vonalbírók: William Hancock Sem Ramírez |
| | 0–1            | 00:49 – Rosenthal (Pyshkin, Shwarzman)   |                                    | Játékvezető: Mario Maillet Vonalbírók: William Hancock Sem Ramírez |
| Stringer (Darge) – 03:11 | 1–1            |                                          |                                    | Játékvezető: Mario Maillet Vonalbírók: William Hancock Sem Ramírez |
| Webster – 03:37 | 2–1            |                                          |                                    | Játékvezető: Mario Maillet Vonalbírók: William Hancock Sem Ramírez |
| Todd (PP) – 10:42 | 3–1            |                                          |                                    |                                                                    |
| Tesarik (Powell) (PP) – 12:41 | 4–1            |                                          |                                    |                                                                    |
| Baranzelli (Darge, Todd) (PP) – 17:15 | 5–1            |                                          |                                    |                                                                    |
| McKenzie (Tesarik, Jones) – 17:36 | 6–1            |                                          |                                    |                                                                    |
| | 6–2            | 19:46 – Pishkin (Spivak, Kafri) (PP)     |                                    |                                                                    |
| Baranzelli (Webster, Powell) – 25:20 | 7–2            |                                          |                                    |                                                                    |
| McKenzie (Tesarik, Jones) – 26:58 | 8–2            |                                          |                                    |                                                                    |
| Darge (Baranzelli, Todd) – 34:25 | 9–2            |                                          |                                    |                                                                    |
| Tesarik (Webster, Powell) (PP) – 41:13 | 10–2           |                                          |                                    |                                                                    |
| Darge (Todd) (SH) – 48:23 | 11–2           |                                          |                                    |                                                                    |
| | 11–3           | 53:09 – Rosenthal (Spivak, Mazour) (PP2) |                                    |                                                                    |

| 2016. április 12. 16:30 | Új-Zéland | 4–7 (0–0, 2–3, 2–4) | Észak-Korea | Icedome, Mexikóváros Nézőszám: 50 |

| Jegyzőkönyv | Jegyzőkönyv | Jegyzőkönyv                         | Jegyzőkönyv  | Jegyzőkönyv                                                                |
| --- | ----------- | ----------------------------------- | ------------ | -------------------------------------------------------------------------- |
| | Rick Parry  | Kapusok                             | Pak Kuk-chol | Játékvezető: Stephen Thomson Vonalbírók: Michael Harrington James Kavanagh |
| \| Frear (Sandoy, Darling) – 22:03 \| 1–0 \| \| \| \| 1–1 \| 22:24 – Ri P. (H.) \| \| Henderson (Heyd, Ratcliffe) (PP) – 30:22 \| 2–1 \| \| \| \| 2–2 \| 35:19 – Kang I. (Kim M., Kim K.-h.) \| \| \| 2–3 \| 38:18 – Kang I. (Kim M.) (PP) \| \| \| 2–4 \| 40:58 – Hong (Ri C., An) (PP2) \| \| Cox – 46:21 \| 3–4 \| \| \| \| 3–5 \| 47:28 – Hong (Ri C., Ri P.) (PP) \| \| Cox (Heyd) – 47:55 \| 4–5 \| \| \| \| 4–6 \| 58:55 – Ri C. (ENG) \| \| \| 4–7 \| 59:22 – Kim M. (ENG) \| |             |                                     |              | Játékvezető: Stephen Thomson Vonalbírók: Michael Harrington James Kavanagh |
| 46 perc | Büntetések  | 8 perc                              |              | Játékvezető: Stephen Thomson Vonalbírók: Michael Harrington James Kavanagh |
| 30 | Lövések     | 44                                  |              | Játékvezető: Stephen Thomson Vonalbírók: Michael Harrington James Kavanagh |
| Frear (Sandoy, Darling) – 22:03 | 1–0         |                                     |              | Játékvezető: Stephen Thomson Vonalbírók: Michael Harrington James Kavanagh |
| | 1–1         | 22:24 – Ri P. (H.)                  |              | Játékvezető: Stephen Thomson Vonalbírók: Michael Harrington James Kavanagh |
| Henderson (Heyd, Ratcliffe) (PP) – 30:22 | 2–1         |                                     |              | Játékvezető: Stephen Thomson Vonalbírók: Michael Harrington James Kavanagh |
| | 2–2         | 35:19 – Kang I. (Kim M., Kim K.-h.) |              |                                                                            |
| | 2–3         | 38:18 – Kang I. (Kim M.) (PP)       |              |                                                                            |
| | 2–4         | 40:58 – Hong (Ri C., An) (PP2)      |              |                                                                            |
| Cox – 46:21 | 3–4         |                                     |              |                                                                            |
| | 3–5         | 47:28 – Hong (Ri C., Ri P.) (PP)    |              |                                                                            |
| Cox (Heyd) – 47:55 | 4–5         |                                     |              |                                                                            |
| | 4–6         | 58:55 – Ri C. (ENG)                 |              |                                                                            |
| | 4–7         | 59:22 – Kim M. (ENG)                |              |                                                                            |

| 2016. április 12. 20:00 | Mexikó | 10–1 (4–0, 4–1, 2–0) | Bulgária | Icedome, Mexikóváros Nézőszám: 500 |

| Jegyzőkönyv | Jegyzőkönyv                          | Jegyzőkönyv              | Jegyzőkönyv      | Jegyzőkönyv                                                              |
| --- | ------------------------------------ | ------------------------ | ---------------- | ------------------------------------------------------------------------ |
| | Andrés de la Garma / Alfonso de Alba | Kapusok                  | Dimitar Dimitrov | Játékvezető: Martin de Wilde Vonalbírók: Jos Korte Maarten Van den Acker |
| \| Arroyo (Gómez) – 00:47 \| 1–0 \| \| \| De la Vega (Majul, Arroyo) (PP) – 06:19 \| 2–0 \| \| \| Cervantes (Ugarte) (PP2, EA) – 19:50 \| 3–0 \| \| \| Chabat (Gómez) (PP2) – 19:59 \| 4–0 \| \| \| Gómez (Gutiérrez, Escandón) (PP) – 24:02 \| 5–0 \| \| \| \| 5–1 \| 27:37 – Dikov (Iskrenov) \| \| Chabat (Ugarte, Majul) – 31:08 \| 6–1 \| \| \| De la Vega (PP) – 34:28 \| 7–1 \| \| \| Gutiérrez (De la Vega) – 35:40 \| 8–1 \| \| \| Carrero (De la Vega, Dueñas) – 42:41 \| 9–1 \| \| \| Arroyo (Smithers, Gómez) – 56:54 \| 10–1 \| \| |                                      |                          |                  | Játékvezető: Martin de Wilde Vonalbírók: Jos Korte Maarten Van den Acker |
| 10 perc | Büntetések                           | 22 perc                  |                  | Játékvezető: Martin de Wilde Vonalbírók: Jos Korte Maarten Van den Acker |
| 43 | Lövések                              | 7                        |                  | Játékvezető: Martin de Wilde Vonalbírók: Jos Korte Maarten Van den Acker |
| Arroyo (Gómez) – 00:47 | 1–0                                  |                          |                  | Játékvezető: Martin de Wilde Vonalbírók: Jos Korte Maarten Van den Acker |
| De la Vega (Majul, Arroyo) (PP) – 06:19 | 2–0                                  |                          |                  | Játékvezető: Martin de Wilde Vonalbírók: Jos Korte Maarten Van den Acker |
| Cervantes (Ugarte) (PP2, EA) – 19:50 | 3–0                                  |                          |                  | Játékvezető: Martin de Wilde Vonalbírók: Jos Korte Maarten Van den Acker |
| Chabat (Gómez) (PP2) – 19:59 | 4–0                                  |                          |                  |                                                                          |
| Gómez (Gutiérrez, Escandón) (PP) – 24:02 | 5–0                                  |                          |                  |                                                                          |
| | 5–1                                  | 27:37 – Dikov (Iskrenov) |                  |                                                                          |
| Chabat (Ugarte, Majul) – 31:08 | 6–1                                  |                          |                  |                                                                          |
| De la Vega (PP) – 34:28 | 7–1                                  |                          |                  |                                                                          |
| Gutiérrez (De la Vega) – 35:40 | 8–1                                  |                          |                  |                                                                          |
| Carrero (De la Vega, Dueñas) – 42:41 | 9–1                                  |                          |                  |                                                                          |
| Arroyo (Smithers, Gómez) – 56:54 | 10–1                                 |                          |                  |                                                                          |

| 2016. április 14. 13:00 | Bulgária | 1–14 (0–6, 1–6, 0–2) | Új-Zéland | Icedome, Mexikóváros Nézőszám: 30 |

| Jegyzőkönyv | Jegyzőkönyv                     | Jegyzőkönyv                             | Jegyzőkönyv                    | Jegyzőkönyv                                                    |
| --- | ------------------------------- | --------------------------------------- | ------------------------------ | -------------------------------------------------------------- |
| | Dimitar Dimitrov / Todor Petkov | Kapusok                                 | Rick Parry / Michael Hopkinson | Játékvezető: Martin de Wilde Vonalbírók: Jos Korte Sem Ramírez |
| \| \| 0–1 \| 02:50 – Henderson (Cox) \| \| \| 0–2 \| 03:36 – Ratcliffe (Harrop, Burns) \| \| \| 0–3 \| 03:54 – Ruddle (PS) \| \| \| 0–4 \| 09:23 – Burns (Ratcliffe, Harrop) \| \| \| 0–5 \| 14:45 – Burns (Heyd) (PP) \| \| \| 0–6 \| 17:58 – Ratcliffe (Cox) \| \| \| 0–7 \| 20:28 – M. Frear (Cox, Harrison) \| \| \| 0–8 \| 23:28 – Henderson (M. Frear, Harrison) \| \| \| 0–9 \| 24:46 – Ruddle (Burns, Lawrence) (PP2) \| \| Iskrenov (PS) – 25:09 \| 1–9 \| \| \| \| 1–10 \| 27:05 – Harrison (Cox) \| \| \| 1–11 \| 32:38 – Ratcliffe (Sandoy, Cox) \| \| \| 1–12 \| 34:40 – Challis (Ruddle) \| \| \| 1–13 \| 45:46 – Cox (Henderson, Ratcliffe) (PP) \| \| \| 1–14 \| 55:58 – Burns (Ratcliffe, Harrop) \| |                                 |                                         |                                | Játékvezető: Martin de Wilde Vonalbírók: Jos Korte Sem Ramírez |
| 16 perc | Büntetések                      | 8 perc                                  |                                | Játékvezető: Martin de Wilde Vonalbírók: Jos Korte Sem Ramírez |
| 12 | Lövések                         | 41                                      |                                | Játékvezető: Martin de Wilde Vonalbírók: Jos Korte Sem Ramírez |
| | 0–1                             | 02:50 – Henderson (Cox)                 |                                | Játékvezető: Martin de Wilde Vonalbírók: Jos Korte Sem Ramírez |
| | 0–2                             | 03:36 – Ratcliffe (Harrop, Burns)       |                                | Játékvezető: Martin de Wilde Vonalbírók: Jos Korte Sem Ramírez |
| | 0–3                             | 03:54 – Ruddle (PS)                     |                                | Játékvezető: Martin de Wilde Vonalbírók: Jos Korte Sem Ramírez |
| | 0–4                             | 09:23 – Burns (Ratcliffe, Harrop)       |                                |                                                                |
| | 0–5                             | 14:45 – Burns (Heyd) (PP)               |                                |                                                                |
| | 0–6                             | 17:58 – Ratcliffe (Cox)                 |                                |                                                                |
| | 0–7                             | 20:28 – M. Frear (Cox, Harrison)        |                                |                                                                |
| | 0–8                             | 23:28 – Henderson (M. Frear, Harrison)  |                                |                                                                |
| | 0–9                             | 24:46 – Ruddle (Burns, Lawrence) (PP2)  |                                |                                                                |
| Iskrenov (PS) – 25:09 | 1–9                             |                                         |                                |                                                                |
| | 1–10                            | 27:05 – Harrison (Cox)                  |                                |                                                                |
| | 1–11                            | 32:38 – Ratcliffe (Sandoy, Cox)         |                                |                                                                |
| | 1–12                            | 34:40 – Challis (Ruddle)                |                                |                                                                |
| | 1–13                            | 45:46 – Cox (Henderson, Ratcliffe) (PP) |                                |                                                                |
| | 1–14                            | 55:58 – Burns (Ratcliffe, Harrop)       |                                |                                                                |

| 2016. április 14. 16:30 | Észak-Korea | 1–22 (1–5, 0–9, 0–8) | Ausztrália | Icedome, Mexikóváros Nézőszám: 60 |

| Jegyzőkönyv | Jegyzőkönyv           | Jegyzőkönyv                                   | Jegyzőkönyv                    | Jegyzőkönyv                                                                    |
| --- | --------------------- | --------------------------------------------- | ------------------------------ | ------------------------------------------------------------------------------ |
| | Pak Il / Pak Kuk-chol | Kapusok                                       | Anthony Kimlin / Charlie Smart | Játékvezető: Miklós Haszonits Vonalbírók: James Kavanagh Maarten Van den Acker |
| \| \| 0–1 \| 00:38 – Webster (Powell, Humphries) \| \| \| 0–2 \| 01:19 – Todd (Schlamp, Malloy) \| \| \| 0–3 \| 08:24 – Darge (Schlamp, Lindsay) \| \| Pak (Kang M.) – 14:23 \| 1–3 \| \| \| \| 1–4 \| 14:51 – Darge (Huxley, Baranzelli) \| \| \| 1–5 \| 19:16 – Rummukainen (Darge, Baranzelli) (PP2) \| \| \| 1–6 \| 20:44 – Malloy (Webster, Tesarik) (PP) \| \| \| 1–7 \| 22:15 – McKenzie (Huxley) (SH) \| \| \| 1–8 \| 23:46 – Powell (Humphries, Webster) \| \| \| 1–9 \| 27:30 – Todd (Baranzelli, Schlamp) \| \| \| 1–10 \| 31:14 – Schlamp (Todd, Darge) \| \| \| 1–11 \| 31:38 – Todd (Lindsay, Malloy) \| \| \| 1–12 \| 35:15 – Malloy (Webster, Powell) (PP) \| \| \| 1–13 \| 35:31 – Humphries (Byers, Webster) \| \| \| 1–14 \| 37:07 – Schlamp (Todd, Darge) (PP) \| \| \| 1–15 \| 41:58 – Powell (Malloy, Webster) (PP) \| \| \| 1–16 \| 44:10 – Schlamp (Baranzelli, Darge) \| \| \| 1–17 \| 47:50 – Webster (Powell, Malloy) (PP2) \| \| \| 1–18 \| 48:48 – Darge (Baranzelli, Huxley) (PP) \| \| \| 1–19 \| 52:01 – Humphries \| \| \| 1–20 \| 55:03 – Byers (Humphries, Webster) \| \| \| 1–21 \| 55:40 – Darge (Todd, Rummukainen) \| \| \| 1–22 \| 59:59 – McKenzie (Kyros, Rummukainen) (PP) \| |                       |                                               |                                | Játékvezető: Miklós Haszonits Vonalbírók: James Kavanagh Maarten Van den Acker |
| 22 perc | Büntetések            | 10 perc                                       |                                | Játékvezető: Miklós Haszonits Vonalbírók: James Kavanagh Maarten Van den Acker |
| 17 | Lövések               | 42                                            |                                | Játékvezető: Miklós Haszonits Vonalbírók: James Kavanagh Maarten Van den Acker |
| | 0–1                   | 00:38 – Webster (Powell, Humphries)           |                                | Játékvezető: Miklós Haszonits Vonalbírók: James Kavanagh Maarten Van den Acker |
| | 0–2                   | 01:19 – Todd (Schlamp, Malloy)                |                                | Játékvezető: Miklós Haszonits Vonalbírók: James Kavanagh Maarten Van den Acker |
| | 0–3                   | 08:24 – Darge (Schlamp, Lindsay)              |                                | Játékvezető: Miklós Haszonits Vonalbírók: James Kavanagh Maarten Van den Acker |
| Pak (Kang M.) – 14:23 | 1–3                   |                                               |                                |                                                                                |
| | 1–4                   | 14:51 – Darge (Huxley, Baranzelli)            |                                |                                                                                |
| | 1–5                   | 19:16 – Rummukainen (Darge, Baranzelli) (PP2) |                                |                                                                                |
| | 1–6                   | 20:44 – Malloy (Webster, Tesarik) (PP)        |                                |                                                                                |
| | 1–7                   | 22:15 – McKenzie (Huxley) (SH)                |                                |                                                                                |
| | 1–8                   | 23:46 – Powell (Humphries, Webster)           |                                |                                                                                |
| | 1–9                   | 27:30 – Todd (Baranzelli, Schlamp)            |                                |                                                                                |
| | 1–10                  | 31:14 – Schlamp (Todd, Darge)                 |                                |                                                                                |
| | 1–11                  | 31:38 – Todd (Lindsay, Malloy)                |                                |                                                                                |
| | 1–12                  | 35:15 – Malloy (Webster, Powell) (PP)         |                                |                                                                                |
| | 1–13                  | 35:31 – Humphries (Byers, Webster)            |                                |                                                                                |
| | 1–14                  | 37:07 – Schlamp (Todd, Darge) (PP)            |                                |                                                                                |
| | 1–15                  | 41:58 – Powell (Malloy, Webster) (PP)         |                                |                                                                                |
| | 1–16                  | 44:10 – Schlamp (Baranzelli, Darge)           |                                |                                                                                |
| | 1–17                  | 47:50 – Webster (Powell, Malloy) (PP2)        |                                |                                                                                |
| | 1–18                  | 48:48 – Darge (Baranzelli, Huxley) (PP)       |                                |                                                                                |
| | 1–19                  | 52:01 – Humphries                             |                                |                                                                                |
| | 1–20                  | 55:03 – Byers (Humphries, Webster)            |                                |                                                                                |
| | 1–21                  | 55:40 – Darge (Todd, Rummukainen)             |                                |                                                                                |
| | 1–22                  | 59:59 – McKenzie (Kyros, Rummukainen) (PP)    |                                |                                                                                |

| 2016. április 14. 20:00 | Izrael | 3–9 (2–2, 0–4, 1–3) | Mexikó | Icedome, Mexikóváros Nézőszám: 400 |

| Jegyzőkönyv | Jegyzőkönyv        | Jegyzőkönyv               | Jegyzőkönyv    | Jegyzőkönyv                                                                 |
| --- | ------------------ | ------------------------- | -------------- | --------------------------------------------------------------------------- |
| | Andrés de la Garma | Kapusok                   | Maxim Gokhberg | Játékvezető: Stephen Thomson Vonalbírók: William Hancock Michael Harrington |
| \| \| 0–1 \| 00:50 – Gómez (Arroyo) \| \| \| 0–2 \| 01:45 – Majul (Cervantes) \| \| Rosenthal (Mazour, Spektor) (PP) – 04:36 \| 1–2 \| \| \| Ben Tov (Kniter, Spivak) – 12:47 \| 2–2 \| \| |                    |                           |                | Játékvezető: Stephen Thomson Vonalbírók: William Hancock Michael Harrington |
| 10 perc | Büntetések         | 10 perc                   |                | Játékvezető: Stephen Thomson Vonalbírók: William Hancock Michael Harrington |
| 14 | Lövések            | 33                        |                | Játékvezető: Stephen Thomson Vonalbírók: William Hancock Michael Harrington |
| | 0–1                | 00:50 – Gómez (Arroyo)    |                | Játékvezető: Stephen Thomson Vonalbírók: William Hancock Michael Harrington |
| | 0–2                | 01:45 – Majul (Cervantes) |                | Játékvezető: Stephen Thomson Vonalbírók: William Hancock Michael Harrington |
| Rosenthal (Mazour, Spektor) (PP) – 04:36 | 1–2                |                           |                | Játékvezető: Stephen Thomson Vonalbírók: William Hancock Michael Harrington |
| Ben Tov (Kniter, Spivak) – 12:47 | 2–2                |                           |                |                                                                             |

| 2016. április 15. 13:00 | Ausztrália | 6–2 (2–0, 4–0, 0–2) | Új-Zéland | Icedome, Mexikóváros Nézőszám: 200 |

| Jegyzőkönyv | Jegyzőkönyv    | Jegyzőkönyv                      | Jegyzőkönyv | Jegyzőkönyv                                                                 |
| --- | -------------- | -------------------------------- | ----------- | --------------------------------------------------------------------------- |
| | Anthony Kimlin | Kapusok                          | Rick Parry  | Játékvezető: Martin de Wilde Vonalbírók: William Hancock Michael Harrington |
| \| Kyros (Darge) – 07:11 \| 1–0 \| \| \| Huxley (Todd) (PP) – 18:06 \| 2–0 \| \| \| Darge (Todd) – 23:31 \| 3–0 \| \| \| Humphries (Tesarik, Powell) (PP) – 30:50 \| 4–0 \| \| \| Humphries (Tesarik) (PP) – 33:46 \| 5–0 \| \| \| Darge (Todd) – 39:43 \| 6–0 \| \| \| \| 6–1 \| 45:44 – M. Frear (Heyd, Challis) \| \| \| 6–2 \| 55:39 – Ratcliffe (Harrop) \| |                |                                  |             | Játékvezető: Martin de Wilde Vonalbírók: William Hancock Michael Harrington |
| 8 perc | Büntetések     | 12 perc                          |             | Játékvezető: Martin de Wilde Vonalbírók: William Hancock Michael Harrington |
| 39 | Lövések        | 24                               |             | Játékvezető: Martin de Wilde Vonalbírók: William Hancock Michael Harrington |
| Kyros (Darge) – 07:11 | 1–0            |                                  |             | Játékvezető: Martin de Wilde Vonalbírók: William Hancock Michael Harrington |
| Huxley (Todd) (PP) – 18:06 | 2–0            |                                  |             | Játékvezető: Martin de Wilde Vonalbírók: William Hancock Michael Harrington |
| Darge (Todd) – 23:31 | 3–0            |                                  |             | Játékvezető: Martin de Wilde Vonalbírók: William Hancock Michael Harrington |
| Humphries (Tesarik, Powell) (PP) – 30:50 | 4–0            |                                  |             |                                                                             |
| Humphries (Tesarik) (PP) – 33:46 | 5–0            |                                  |             |                                                                             |
| Darge (Todd) – 39:43 | 6–0            |                                  |             |                                                                             |
| | 6–1            | 45:44 – M. Frear (Heyd, Challis) |             |                                                                             |
| | 6–2            | 55:39 – Ratcliffe (Harrop)       |             |                                                                             |

| 2016. április 15. 16:30 | Bulgária | 3–5 (1–1, 2–2, 0–2) | Izrael | Icedome, Mexikóváros Nézőszám: 50 |

| Jegyzőkönyv | Jegyzőkönyv      | Jegyzőkönyv                              | Jegyzőkönyv       | Jegyzőkönyv                                                         |
| --- | ---------------- | ---------------------------------------- | ----------------- | ------------------------------------------------------------------- |
| | Dimitar Dimitrov | Kapusok                                  | Alexander Loginov | Játékvezető: Stephen Thomson Vonalbírók: James Kavanagh Sem Ramírez |
| \| Iskrenov (Georgiev) – 08:29 \| 1–0 \| \| \| \| 1–1 \| 19:58 – Pyshkin (Margoulis, Mazour) \| \| Iskrenov – 25:15 \| 2–1 \| \| \| \| 2–2 \| 31:14 – Nosankov (Rosenthal, Kafri) (PP) \| \| \| 2–3 \| 35:20 – Ben Tov \| \| Dikov (Boyadjiev) – 36:44 \| 3–3 \| \| \| \| 3–4 \| 46:57 – Aharonovich (PP2) \| \| \| 3–5 \| 59:24 – Mazour (ENG) \| |                  |                                          |                   | Játékvezető: Stephen Thomson Vonalbírók: James Kavanagh Sem Ramírez |
| 14 perc | Büntetések       | 4 perc                                   |                   | Játékvezető: Stephen Thomson Vonalbírók: James Kavanagh Sem Ramírez |
| 10 | Lövések          | 53                                       |                   | Játékvezető: Stephen Thomson Vonalbírók: James Kavanagh Sem Ramírez |
| Iskrenov (Georgiev) – 08:29 | 1–0              |                                          |                   | Játékvezető: Stephen Thomson Vonalbírók: James Kavanagh Sem Ramírez |
| | 1–1              | 19:58 – Pyshkin (Margoulis, Mazour)      |                   | Játékvezető: Stephen Thomson Vonalbírók: James Kavanagh Sem Ramírez |
| Iskrenov – 25:15 | 2–1              |                                          |                   | Játékvezető: Stephen Thomson Vonalbírók: James Kavanagh Sem Ramírez |
| | 2–2              | 31:14 – Nosankov (Rosenthal, Kafri) (PP) |                   |                                                                     |
| | 2–3              | 35:20 – Ben Tov                          |                   |                                                                     |
| Dikov (Boyadjiev) – 36:44 | 3–3              |                                          |                   |                                                                     |
| | 3–4              | 46:57 – Aharonovich (PP2)                |                   |                                                                     |
| | 3–5              | 59:24 – Mazour (ENG)                     |                   |                                                                     |

| 2016. április 15. 20:00 | Mexikó | 5–3 (0–1, 3–0, 2–2) | Észak-Korea | Icedome, Mexikóváros Nézőszám: 1000 |

| Jegyzőkönyv | Jegyzőkönyv     | Jegyzőkönyv                  | Jegyzőkönyv  | Jegyzőkönyv                                                            |
| --- | --------------- | ---------------------------- | ------------ | ---------------------------------------------------------------------- |
| | Alfonso de Alba | Kapusok                      | Pak Kuk-chol | Játékvezető: Mario Maillet Vonalbírók: Jos Korte Maarten van den Acker |
| \| \| 0–1 \| 05:19 – Hong (Kim H., Ri P.) \| \| Majul (De la Vega) (SH) – 32:44 \| 1–1 \| \| \| Arroyo (Majul, Cervantes) (PP) – 36:01 \| 2–1 \| \| \| Majul – 37:09 \| 3–1 \| \| \| Arroyo (Pérez) – 44:32 \| 4–1 \| \| \| \| 4–2 \| 45:27 – Kang M. (Pak S.) \| \| \| 4–3 \| 53:19 – Hong (Ri C.) \| \| Arroyo (PS) – 56:03 \| 5–3 \| \| |                 |                              |              | Játékvezető: Mario Maillet Vonalbírók: Jos Korte Maarten van den Acker |
| 41 perc | Büntetések      | 10 perc                      |              | Játékvezető: Mario Maillet Vonalbírók: Jos Korte Maarten van den Acker |
| 28 | Lövések         | 17                           |              | Játékvezető: Mario Maillet Vonalbírók: Jos Korte Maarten van den Acker |
| | 0–1             | 05:19 – Hong (Kim H., Ri P.) |              | Játékvezető: Mario Maillet Vonalbírók: Jos Korte Maarten van den Acker |
| Majul (De la Vega) (SH) – 32:44 | 1–1             |                              |              | Játékvezető: Mario Maillet Vonalbírók: Jos Korte Maarten van den Acker |
| Arroyo (Majul, Cervantes) (PP) – 36:01 | 2–1             |                              |              | Játékvezető: Mario Maillet Vonalbírók: Jos Korte Maarten van den Acker |
| Majul – 37:09 | 3–1             |                              |              |                                                                        |
| Arroyo (Pérez) – 44:32 | 4–1             |                              |              |                                                                        |
| | 4–2             | 45:27 – Kang M. (Pak S.)     |              |                                                                        |
| | 4–3             | 53:19 – Hong (Ri C.)         |              |                                                                        |
| Arroyo (PS) – 56:03 | 5–3             |                              |              |                                                                        |